# ハミーダ・バーヌー・ベーグム
ハミーダ・バーヌー・ベーグム（ヒンディー語: हमीदा बानो बेगम, ウルドゥー語: حمیدہ بانو بیگم, Hamida Banu Begum, 1527年 - 1604年8月29日）は、北インド、ムガル帝国の第2代皇帝フマーユーンの妃。同国第3代皇帝アクバルの母である。マリヤム・マカーニー（Maryam Makani）とも呼ばれる。

## 生涯
1527年、シーア派のペルシア人であるシャイフ・アリー・アクバル・ジャーミー（ミール・バーバー・ドースト）の娘として生まれた。父のジャーミーは、ムガル帝国の皇帝バーブルの皇子ヒンダールの信仰上の導師でもあった。
1541年8月29日、ハミーダは14歳の時、ヒンダールの兄であり、バーブルの後継としてムガル帝国を継いだ皇帝フマーユーンと結婚した。フマーユーンはスール朝のシェール・シャーに追われに追われ、シンドに逃れていた。
2人の結婚の経緯は、ヒンダールの母ディルダール・ベーグムがフマーユーンを遊行に誘い、そこでフマーユーンがハミーダに一目ぼれし、彼が「あの娘と結婚する」といったことに始まる。フマーユーンはハミーダのみならずヒンダールにも反対されたが、40日間求婚するという涙ぐましい努力の末、彼女もようやくそれに応じたのであった。また、フマーユーンの妹グルバダン・ベーグムの説得も功を奏した。
しかし、フマーユーンとハミーダの結婚は、フマーユーンとヒンダールの関係を悪化させ、ヒンダールはフマーユーンのもとを離れた。先述したようにハミーダの父ジャーミーがヒンダールの導師であったこと、そしてヒンダール自身がハミーダに目をつけていたからである。
翌1542年10月15日、ハミーダは息子アクバルを出産した。アクバルの名はハミーダの父ジャーミーの名にちなんでつけられたものであった。
その後、1543年にはフマーユーンとともにイランのサファヴィー朝へと向かった。後、皇帝フマーユーンは、ヒンダールと、さらに他の弟カームラーン、アスカリーたちとも皇位継承を争うようになる。この骨肉の争いを、フマーユーンは征した。一方、ヒンダールは、別の兄カームラーンによって殺された。そして、インドをめぐるムガルの敵であるスール朝も、王位継承権を巡っての内乱によって、滅亡に近づいていた。
1556年、フマーユーンは階段から足を滑らせ、事故死した。彼の死後、息子のアクバルは側近の力によって、デリーを奪還し、皇帝に即位した。ハミーダもまた、カーブルからデリーへと向かった。
1604年8月29日、ハミーダはアーグラで死亡し、その遺体は夫の眠るフマーユーン廟に埋葬された。両親の死後も、アクバルは戦い続け、やがてムガルをインド史上最大の帝国へと育て上げることとなる。